# Хайнрих I фон Шваленберг
Хайнрих I фон Шваленберг (на немски: Heinrich I von Schwalenberg; † 1279) от фамилията на графовете на Шваленберг е от 1243 г. граф на Графство Щернберг, фогт на Херфорд и Мьоленбек.
Той е най-възрастният син на граф Фолквин IV фон Шваленберг († пр. 1255) от Дом Валдек, граф на Шваленберг и на Валдек, и съпругата му Ерменгард фон Шварцбург († 1274), дъщеря на граф Хайнрих II фон Шварцбург († 1236). Брат е на Фолквин V фон Шваленберг епископ на Минден (1275 – 1293), Гюнтер фон Шваленберг, архиепископ на Магдебург, епископ на Падерборн (1307 – 1310), и Конрад II фон Щернберг, архиепископ на Магдебург (1266 – 1277).
Хайнрих I построява Ной-Щернберг и от 1243 г. се нарича на него „Щернберг“. Той води множество безсмислени битки.

## Фамилия
Хайнрих I се жени за дъщеря на граф Хайнрих I фон Волденберг († 1251) и София фон Хаген († 1251/1261). Те имат децата:
- Хойер I фон Щернберг († ок. 1303), граф фон Щернберг (1282), женен за Агнес фон Липе († сл. 1307), дъщеря на граф Бернхард III фон Липе
- Хайнрих II фон Щернберг († 1299), каноник в Падерборн
- Мехтилд фон Щернберг, омъжена за Фридрих фон Дорщат († 1269)
- Симон I фон Шваленберг
- Ода фон Щернберг, омъжена за граф Ото II фон Олденбург-Делменхорст († 1304)
- вер. Конрад II фон Щернберг († 1277), архиепископ на Магдебург (1266 – 1277)